# Matthias Güldner

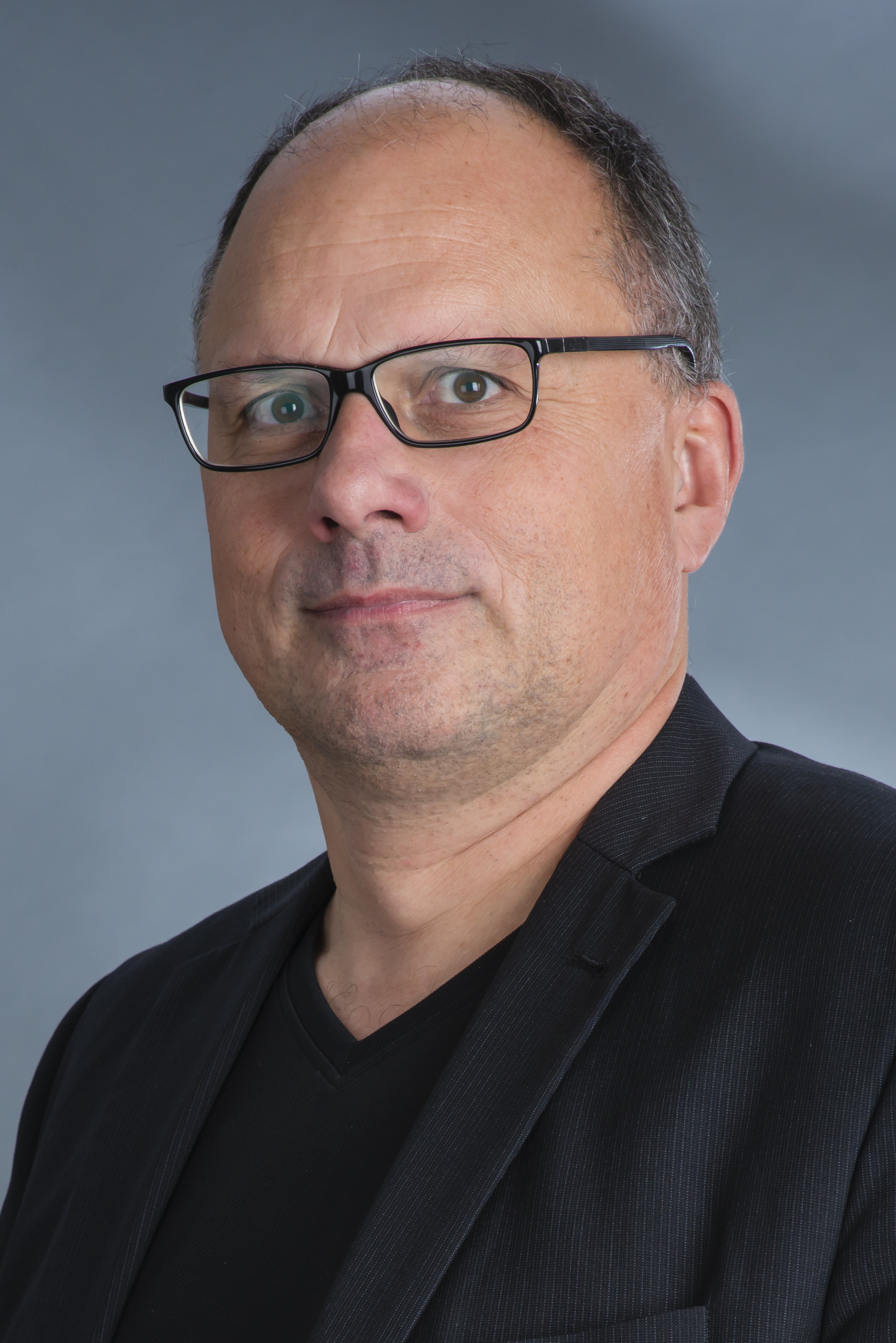
Matthias Güldner, 2015

Matthias Güldner (* 31. August 1960 in Mannheim) ist ein deutscher Politiker (Bündnis 90/Die Grünen). Er war von 1999 bis 2019 Mitglied und von 2007 bis 2015 Fraktionsvorsitzender seiner Partei in der Bremischen Bürgerschaft.

## Leben

### Familie, Ausbildung und Beruf
Güldner studierte Politikwissenschaft, Geschichte und Romanistik an der Universität Heidelberg und schloss dieses Studium als Magister Artium – M. A. ab. Er promovierte in Politikwissenschaft an der Universität Bremen. Hiernach war er Wissenschaftlicher Mitarbeiter am Institut für Tropenhygiene und öffentliches Gesundheitswesen der Universität Heidelberg. Er war parlamentarischer Berater der Fraktion Bündnis 90/Die Grünen im Landtag von Baden-Württemberg. Später arbeitete er als Consultant beim britischen Kinderhilfswerk Save the Children in London.
Güldner wurde schließlich Referatsleiter für Migration und Ausländerintegration bei der bremischen Senatorin für Kultur und Ausländerintegration und später bei der Senatorin für Frauen, Gesundheit, Jugend, Soziales und Umweltschutz.
Er wohnt in Bremen-Findorff und hat fünf Kinder.

### Politik
Güldner war Kreisvorstandssprecher Bündnis 90/Die Grünen sowie Sprecher der Grün-Alternativen Universitätsliste (GAUL) in Heidelberg und war zeitweise Mitglied der Diätenkommission der Bremer Grünen.
Am 28. Juni 1999 wurde er Mitglied der Bremischen Bürgerschaft.

Er war von 2007 bis Juli 2015 Vorsitzender der Grünen-Fraktion; ihm folgte Maike Schaefer in diesem Amt. Er ist vertreten in der
Parlamentarischen Kontrollkommission,
im nichtständigen Ausschuss zur Änderung der Landesverfassung und im
Verfassungs- und Geschäftsordnungsausschuss.

### Weitere Mitgliedschaften
- Güldner ist Mitglied des Beirats des Evangelischen Bildungswerks Bremen
- Mitglied des Arbeitsausschusses des Nord-Süd-Forums Bremen.
- Mitglied im Aufsichtsrat der Bremer Weserstadion GmbH.

Zur Bürgerschaftswahl Bremen 2019 trat er nicht erneut an.

### Zu Internetsperren
2009 unterstützte Güldner die Initiative von Bundesfamilienministerin Ursula von der Leyen, Internetseiten, die zu Kinderpornografie hinführen, zu sperren.
Im Juli 2009 fasste Güldner seine Position in einem Gastkommentar in der Zeitung Die Welt zusammen. Er erklärte, die Auseinandersetzung um die Internetsperren würden sich in seinem Kern gar nicht um die Bekämpfung von Kinderpornografie drehen. Aus seiner Sicht gehe es vielmehr „knallhart um Definitionsmacht in Zeiten der Virtualisierung der Welt“. Die Anhänger dieser Virtualisierung kämpften aus seiner Sicht „mit hoch effektiven Mitteln für die Rechtsfreiheit ihres Raumes“. Wer sich in ihre Scheinwelt einmischen wolle, werde aus der Sicht Güldners „mit Massenpetitionen per Mausklick weggebissen“. Güldner bezeichnete die Argumentation der Gegner des Gesetzesbeschlusses als „Trend“ und sah kein Potential für einen grundgesetzwidrigen Missbrauch der durch diesen geschaffenen technischen Voraussetzungen. Aus der Sicht Güldners könne die „ignorante Argumentation“ gegen Web-Blockaden nicht erklärt werden. Gegnern der Internetsperren, die deren Wirksamkeit bezweifelten und die Möglichkeit zur Umgehung erwähnten, warf Güldner vor, sie hätten sich „wohl das Hirn herausgetwittert“. Man könne sonst auch andere gesetzliche Regelungen, die umgangen werden könnten, abschaffen. Güldner erklärte weiterhin:

„Wer Ego-Shooter für Unterhaltung, Facebook für reales Leben, wer Twitter für reale Politik hält, scheint davon auszugehen, dass Gewalt keine Opfer in der Realwelt fordert.“

Einige Mitglieder aus Güldners Landesverband reagierten auf diese Äußerungen mit einem Parteiaustritt. Der Bundesvorstand der Grünen distanzierte sich in einer Erklärung von den Ausführungen Güldners. Er stellte fest, dass der Beitrag Güldners nicht nur der grünen Programmlage widerspreche, sondern gegenüber denjenigen, die sich für ein freies Internet engagierten, einen aus Sicht der Grünen nicht akzeptablen Ton anschlage. Der Bundesvorstand der Grünen Jugend kritisierte in einem Offenen Brief an Güldner unter der Überschrift „Die Ignoranz des Matthias Güldner“, Güldners „realitätsferne Polemik“ sei „diffamierend“ und „ignorant“.
In der Bremerhavener Sozialbetrugsaffäre um die SPD-Politiker Selim und Patrick Öztürk geriet Güldners ebenfalls bei den Grünen aktive Ehefrau in den Verdacht des Datendiebstahls.

## Werke
- Lothar Probst, Matthias Güldner, Andreas Klee (Hrsg.): Politik und Regieren in Bremen. Springer VS, Bremen 2022, ISBN 978-3-658-34573-0.